# Buis (Isère)
Pour les articles homonymes, voir Buis (homonymie).
Buis est une ancienne commune française du département de l'Isère. La commune n'a connu qu'une brève existence : entre 1790 et 1794, elle fusionne avec Cour pour former la nouvelle commune de Cour-et-Buis.

## Source
- Des villages de Cassini aux communes d'aujourd'hui, « Notice communale : Buis », sur ehess.fr, École des hautes études en sciences sociales.